# Spaniens autonoma regioner

Spanien har 17 autonoma regioner.

Spaniens administrativa indelning är baserad på 17 autonoma regioner (comunidades autónomas). De olika regionerna innehåller i sin tur en till nio provinser (provincias); totalt har Spanien 50 provinser.

## Olika indelningar

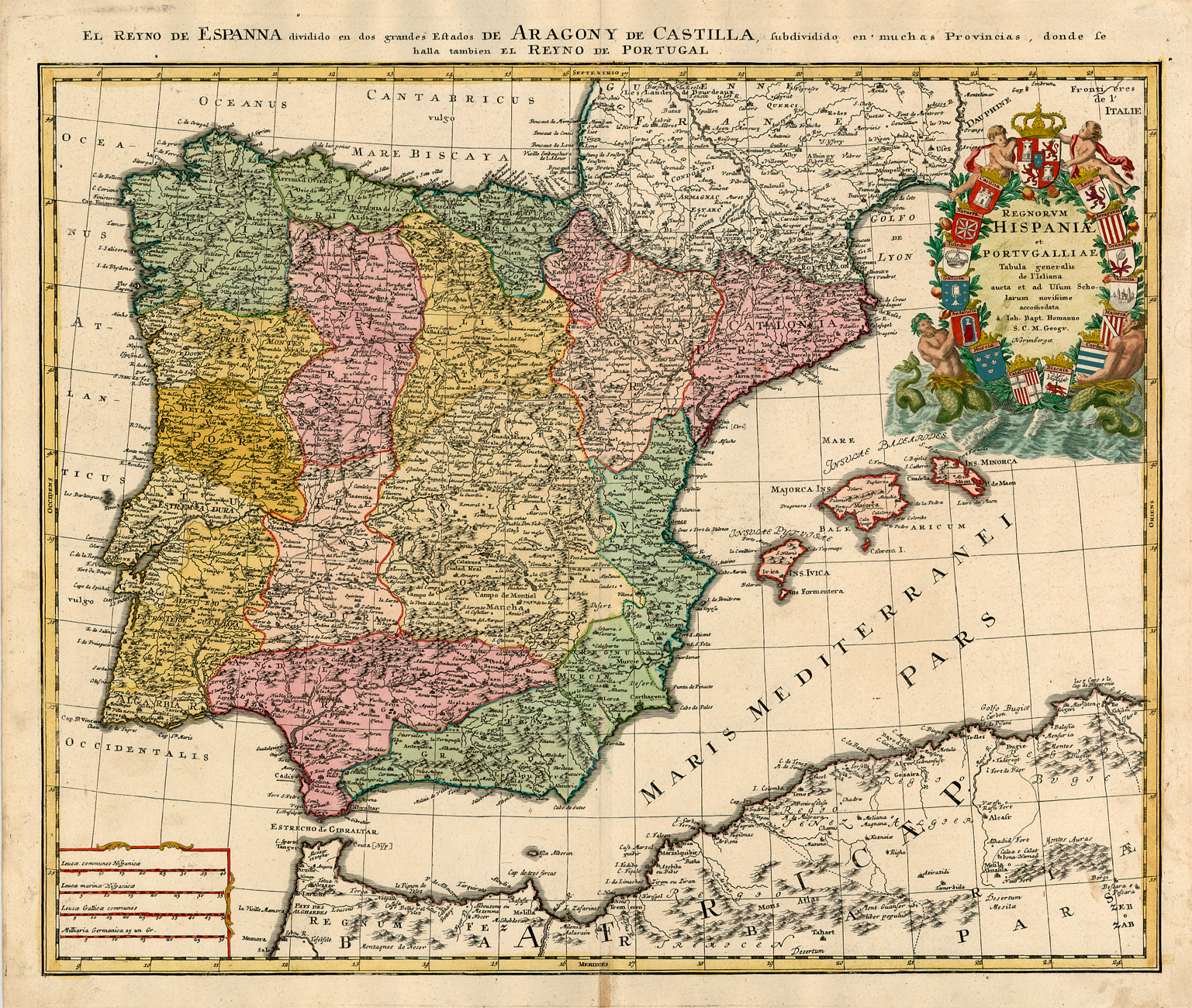
Karta från 1728, där många av gränserna för dagens autonoma regioner känns igen i de dåtida kronoområdena och territorierna.

### Regioner och städer
Spaniens indelning i regioner har gamla rötter. Ett antal regioner är före detta självständiga stater från medeltiden (gäller bland annat Asturien och Navarra), medan andra tidigare var riksdelar i de förspanska rikena Kastilien och Aragonien. I många fall har de bevarat en kulturell särprägel och i en del fall sina egna språk.
Dagens regionindelning motsvarar 17 autonoma regioner samt 2 autonoma städer (ciudades autónomas) i Afrika – Ceuta och Melilla. Dessa två ingår även i Plazas de soberanía.
De autonoma regionerna är basen för det lokala/regional styret av de olika delarna av Spanien. De har egna parlament och "regeringar", jämförbara med Sveriges regionfullmäktige och regioner. De regionala parlamenten tillsätts genom direkta val i respektive region. Spanien har sedan den demokratiska transitionen på 1970-talet decentraliserat stora delar av det centrala styret till regionerna, inklusive delar av polisväsendet samt närings- och kulturpolitiken.
Vissa regioner har förhandlat sig till ytterligare makt. Bland annat har Katalonien en utökad bestämmanderätt över regionens kulturpolitik, medan Baskien har en liknande makt över finanssystem och miljöfrågor. 2017–2018 var Kataloniens autonomi tillfälligt indragen, som en följd av det ensidiga utropandet av Republiken Katalonien.

### Provinser
Spanien delas också in i provinser – totalt 50 stycken. De definieras enligt den spanska författningen från 1978 men har sitt ursprung i en uppdelning av landet från 1833.
I motsats till regionerna och deras lokala hemvist, är Spaniens provinser delar av det centrala styret. Provinserna och deras provinsledningar (diputaciones) liknar på så sätt Sveriges länsstyrelser.
I samband med 2016 års spanska regeringsbildande framkastades förslag till en reformering av provinsstyret. Koalitionspartierna PSOE och Ciudadanos föreslog att diputaciones skulle ersättas av ett provinsråd av de respektive kommunernas borgmästare.

## Autonoma regioner
Förteckning över spanska regioner och provinser.
| Region (huvudstad) Lokalt(/a) namn                                                  | Yta (km²) | Invånare (2013) | Provins (huvudstad) |
| ----------------------------------------------------------------------------------- | --------- | --------------- | --- |
| Andalusien (Sevilla) Andalucía                                                      | 87 300    | 8 440 300       | - Almería (Almería) - Cádiz (Cádiz) - Córdoba (Córdoba) - Granada (Granada) - Huelva (Huelva) - Jaén (Jaén) - Málaga (Málaga) - Sevilla (Sevilla)                             |
| Aragonien (Zaragoza) Aragón                                                         | 47 600    | 1 347 200       | - Huesca (Huesca) - Teruel (Teruel) - Zaragoza (Zaragoza) |
| Asturien (Oviedo) sp. Asturias as. Asturies                                         | 10 600    | 1 068 200       | - Asturien (Oviedo) sp. Asturias as. Asturies |
| Balearerna (Palma de Mallorca) kat. Illes Balears sp. Islas Baleares                | 5 000     | 1 111 700       | - Balearerna (Palma de Mallorca) kat. Illes Balears sp. Islas Baleares |
| Baskien (Vitoria-Gasteiz) ba. Euskadi sp. País Vasco                                | 7 300     | 2 191 700       | - Álava (Vitoria-Gasteiz) ba. Araba - Guipúzcoa (San Sebastián; ba. Donostia) ba. Gipuzkoa - Vizcaya (Bilbao; ba. Bilbo) ba. Bizkaia                                          |
| Kanarieöarna (Santa Cruz de Tenerife, Las Palmas) Islas Canarias                    | 7 200     | 2 118 700       | - Santa Cruz de Tenerife (Santa Cruz de Tenerife) - Las Palmas (Las Palmas)                                                                                                   |
| Kantabrien (Santander) Cantabria                                                    | 5 300     | 591 900         | - Kantabrien (Santander) |
| Katalonien (Barcelona) kat. Catalunya sp. Cataluña aran. Catalonha                  | 31 900    | 7 553 600       | - Barcelona (Barcelona) - Girona (Girona; sp. Gerona) sp. Gerona - Lleida (Lleida; sp. Lérida) sp. Lérida - Tarragona (Tarragona)                                             |
| Kastilien-La Mancha (Toledo) Castilla-La Mancha                                     | 79 200    | 2 101 000       | - Albacete (Albacete) - Ciudad Real (Ciudad Real) - Cuenca (Cuenca) - Guadalajara (Guadalajara) - Toledo (Toledo)                                                             |
| Kastilien och León (Valladolid) Castilla y León                                     | 94 200    | 2 519 700       | - Ávila (Ávila) - Burgos (Burgos) - León (León) - Palencia (Palencia) - Salamanca (Salamanca) - Segovia (Segovia) - Soria (Soria) - Valladolid (Valladolid) - Zamora (Zamora) |
| Extremadura (Mérida)                                                                | 41 600    | 1 104 000       | - Badajoz (Badajoz) - Cáceres (Cáceres) |
| Galicien (Santiago de Compostela) ga. Galicia sp. Galicia                           | 29 400    | 2 766 000       | - A Coruña (A Coruña) - Lugo (Lugo) - Ourense (Ourense) - Pontevedra (Pontevedra)                                                                                             |
| La Rioja (Logroño)                                                                  | 5 000     | 322 000         | - La Rioja (Logroño) |
| Madrid (Madrid)                                                                     | 8 000     | 6 495 600       | - Madrid (Madrid) |
| Murcia (Murcia)                                                                     | 11 300    | 1 472 000       | - Murcia (Murcia) |
| Navarra (Pamplona; ba. Iruña) ba. Nafarroa                                          | 10 400    | 644 500         | - Navarra (Pamplona; ba. Iruña) ba. Nafarroa |
| Valencia (Valencia; vl. València) vl. Comunitat Valenciana sp. Comunidad Valenciana | 23 300    | 5 113 800       | - Alicante (Alicante; vl. Alacant) vl. Alacant - Castellón (Castellón de la Plana; vl. Castelló de la Plana) vl. Castelló - Valencia (Valencia; vl. València) vl. València    |
| Hela Spanien (huvudstad: Madrid)                                                    | 504 782   | 46 507 760      | |

## Källhänvisningar
1. 1 2 3   Spanien – Administrativ indelning i Nationalencyklopedins nätupplaga. Läst 4 mars 2016.
2. ↑  ”I si torna a guanyar l’independentisme?” (på katalanska). elpais.cat. 5 november 2017. https://cat.elpais.com/cat/2017/11/05/aixo_va_de_democracia_blog_contra_l1o/1509883043_592291.html. Läst 5 november 2017.
3. ↑  Piña, Raúl (2016-02-23): "Así es el acuerdo PSOE-Ciudadanos: no contempla una subida de impuestos y sí reformar el 135 de la Constitución". elmundo.es. Läst 4 mars 2016. (spanska)
4. ↑  "La población en España cae por segundo año consecutivo - La pérdida de población en España se aceleró en 2013, cuando perdió más de 200.000 habitantes". rtve.es, 2014-06-30. Läst 4 mars 2016. (spanska)